# 穴吹興産
穴吹興産株式会社（あなぶきこうさん）は、香川県高松市に本社を置く総合不動産会社。高品質「アルファ」ブランドのマンション分譲を展開している。対外的な表示はひらがな書きを混ぜた「あなぶき興産」を使用する。

## 概説
西日本エリアの地方県庁所在地および郊外地域を中心に430棟（22,000戸）以上の供給実績を持つ「アルファ」ブランドの分譲マンション事業を展開している。アルファマンションシリーズはエリア特性を熟知したマンション開発を行っている。近年では西日本エリア以外（東京都、千葉県、静岡県、長野県、群馬県）でも「アルファ」マンションシリーズの分譲を行っている。一般的な分譲マンションだけではなくリノベーションマンションや、コーポラティブハウス、再開発も手掛けている。

## 穴吹工務店との関係
1964年、穴吹工務店社長（当時）の穴吹夏次により、穴吹工務店グループの企業として設立された。しかし、当初から資本関係は独立した形であった。これは夏次と夫人・キヌヱが「資本三分割法」を実践した結果であったという。
穴吹興産が1985年にマンション分譲事業に参入したことで競業関係となり、穴吹工務店グループより独立したが、創業家の人的関係は残り、シンボルマークは夏次の没後2年が経過した2002年まで共通のものを使用し、2002年に現行のCIマークを制定している（同時期に穴吹学園も独自のCIマークを制定）。
穴吹工務店が会社更生法を申請する前は、社長が兄弟同士（夏次の子息）という関係であったが、その後穴吹興産が株式を上場し、穴吹工務店が穴吹家の手を離れ、非上場のまま大京の傘下となったことから、穴吹工務店とは資本だけでなく人的にも関係が解消され、全く別の企業及びグループとなった。また穴吹学園とは創業家の人的関係は残っているが、事業面での関係が希薄となっている。

## 沿革
- 1964年5月 - 穴吹興産株式会社設立。
- 1970年2月 - 立体駐車場事業進出。
- 1979年1月 - ホテル事業進出。
- 1984年3月 - 不動産分譲事業に進出。
- 1985年6月 - ファミリーマンション分譲第一号となる「アルファステイツ木太」（香川県高松市）を分譲。
- 2002年10月 - 一般に使用する商標を従来の「穴吹」から仮名書きの「あなぶき」に変更、穴吹工務店と異なる新CIマークを制定。
- 2003年7月 - 株式会社あなぶきリアルエステートを設立。
- 2004年6月 - 大阪証券取引所2部に上場。
- 2004年9月 - 歴史的景観が残っていた国史跡・松江城の周辺に、アルファステイツブランドの高層マンションを建設。その後も、現在にかけて、次々と松江城下町内に高層マンションを建設。
- 2005年7月 - 戸建住宅事業部門を分社化し、あなぶきホームプランニング株式会社（現：あなぶきホーム株式会社）を設立。
- 2006年6月 - 大阪証券取引所1部に上場。
- 2006年11月 - 不動産仲介事業部門を分社化し「穴吹不動産流通株式会社」を設立。
- 2006年12月 - 情報セキュリティマネジメントシステム（ISMS）認証取得。
- 2007年5月 - あなぶき興産九州株式会社が株式会社東峰住宅（福岡市博多区）の不動産開発事業を譲り受ける。
- 2008年4月1日 - 香川県県民ホールの命名権取得。同日より「アルファあなぶきホール」となる。
- 2008年5月 - 障がい者雇用を目的として「あなぶきパートナー株式会社」を設立。
- 2008年9月 - あなぶき興産九州株式会社がアーサーヒューマネット株式会社（福岡市中央区）の不動産開発事業を譲受ける。
- 2009年6月 - シニア向けサービス事業を目的として「あなぶきメディカルケア株式会社」を設立。
- 2010年8月 - ライフサポート事業を目的として「あなぶきパワー＆リース株式会社」（現・日本電力株式会社）を設立。
- 2012年4月 - 主要株主等の合併により株式会社穴吹ハウジングサービス（香川県高松市）が親会社となる。
- 2013年7月 - 大阪証券取引所と東京証券取引所の現物株市場統合に伴い、東京証券取引所1部に上場。
- 2014年6月 - 未来を担う子供たちの健全な育成を目的とした地域貢献活動「あなぶキッズプロジェクト」を開始。
- 2016年8月 - あなぶき興産九州株式会社を吸収合併。
- 2018年2月 - 民泊等のシェアリング・エコノミーサービス事業を目的として「株式会社あなぶきスペースシェア」を設立。
- 2020年12月 - セコム株式会社からセコムホームライフ株式会社全株式を取得すると同時に、セコムホームライフの商号をあなぶきホームライフ株式会社へ変更[3][4]。
- 2023年6月 - 香川県立アリーナの命名権取得。2024年12月より「あなぶきアリーナ香川」となる。
- 2024年1月 - あなぶきホームライフ株式会社を吸収合併[5]。
- 2025年7月 - 株式会社ジョイフルサンアルファの全株式をイオン九州株式会社へ譲渡[6]（株式会社ジョイフルサンアルファは株式会社ジョイフルサンへ商号変更する）。

## 国内事業所
- 本社（香川県高松市）
- 東京本社（東京都港区）
- 東四国支店（香川県高松市）
- 高知支店（高知県高知市）
- 松山支店（愛媛県松山市）
- 岡山支店（岡山県岡山市）
- 広島支店（広島県広島市）
- 山口支店（山口県周南市）
- 山陰支店（島根県松江市）
- 大阪支店（大阪府大阪市）
- 神戸支店（兵庫県神戸市）
- 姫路支店（兵庫県姫路市）
- 三重営業所（三重県四日市市）
- 東日本支社（東京都港区）
- 長野営業所（長野県長野市）
- 新潟支店（新潟県新潟市）
- 北関東営業所（群馬県高崎市）
- 宇都宮営業所（栃木県宇都宮市）
- 仙台支店（宮城県仙台市）
- 首都圏支社（東京都渋谷区）
- 静岡営業所（静岡県静岡市）
- 北部九州支店（福岡県福岡市）
- 長崎支店（長崎県長崎市）
- 熊本営業所（熊本県熊本市）
- 南九州支店（鹿児島県鹿児島市）
- 沖縄営業所（沖縄県那覇市）

## グループ企業
- あなぶきホーム株式会社
- 穴吹不動産流通株式会社
- 株式会社あなぶきリアルエステート
- 株式会社あなぶきトラベル
- 株式会社クリエアナブキ
- あなぶきメディカルケア株式会社
- あなぶきヘルスケア株式会社
- 日本電力株式会社
- 平井タクシー
- あなぶきパートナー株式会社（特例子会社）
- 穴吹エンタープライズ株式会社
  - 旅館くらしき（支援先）

岡山県倉敷市美観地区にある「旅館くらしき」は江戸時代の砂糖問屋の建物を改装し1957年（昭和32年）に創業した[7]。棟方志功や司馬遼太郎など著名人が宿泊したことでも知られている。2005年（平成17年）に穴吹興産に事業譲渡され、子会社の穴吹エンタープライズの運営となった[7]。穴吹の支援のもと、全体的にモダンな和の空間に内装を改装して再営業を始めた。約20年が経過したため改修され、2024年（令和6年）8月9日にリニューアルオープンすることになった[7]。
  - 倉敷珈琲館（支援先）
  - 高松国際ホテル

元々旧東京第一ホテルチェーンのフランチャイズだったが、第一ホテルの経営破綻により同名の運営会社も倒産。2003年に穴吹エンタープライズが事業を譲り受け、阪急阪神第一ホテルグループとの関係を弱めた。
- 株式会社さぬき市SA公社
さぬき市の第三セクターで、高松自動車道津田の松原サービスエリアの営業施設を保有・運営している。

なお、マンション管理業の穴吹ハウジングサービスは子会社ではなく、実質的な親会社であるため、あなぶき興産グループには属さず、あなぶきハウジングサービスグループという別個の企業グループを形成している。あなぶき興産グループとあなぶきハウジングサービスグループを総称してあなぶきグループと呼び、共通のシンボルマークを使用している。かつての穴吹工務店グループ・穴吹学園グループを含めた「穴吹グループ」とは意味合いが異なるので注意を要する。
あなぶきグループの企業数は、連結決算対象外を含めて32社。不動産のほか保険、介護、小売業、観光・ホテルなどの事業を展開し、相互の人事異動などにより相乗効果を図っている。
新規事業開発やスタートアップ企業との協業にも積極的で、シェアードワークプレイス事業を展開するツクルバと協働し、「co-ba hiroshima」と「co-ba takamatsu」を2018年に開設したほか、あなぶきスタートアップ支援ファンドを組成し、事業シナジーを見込んでいる。